# 巴基斯坦国际航空688号班机空难
巴基斯坦国际航空688号班机（注册编号：AP-BAL）于2006年7月10日起飞不久后，在12时05分（UTC+5）因发动机故障失事，坠落在田地中。机上41名乘客和4名机组人员全部罹难。这是巴基斯坦在2010年蓝色航空202号班机空难发生之前死亡人数最多的空难。

## 事故原因
根据巴基斯坦民用航空总局的调查，失事客机的其中一部发动机已服役48年，在飞机起飞时发生故障，此外飞行员的操作失误，这些因素一同导致了事故的发生。该航机在木尔坦机场的跑道上加速时，右侧发动机就发生故障，但机组成员决定继续起飞。起飞后，飞机在低空飞行，后转向右侧。之后，航机失速，并刮蹭附近的树木，碰撞了电线，侧着栽进麦田。飞机上的人员全部罹难。一些罹难者的遗体被烧到无法辨认。

## 航机
本次失事的航机为福克F27型32座客机，1964年2月出厂，1979年1月24日被列入巴基斯坦国际航空机队，航机总计飞行时间73,591小时46分。其发动机由罗尔斯·罗伊斯于1958年制造。航机的其他参数都符合标准。

## 机上人员
遇难者中有乘务员、医生、巴基斯坦军队官员、拉合尔高级法院的法官以及大学校长。其中一名乘务员在被救出时仍有生命迹象，但不久后死亡。

## 调查
巴基斯坦国际航空组建了一个特别调查组，并声明他们会在事故发生后一周内整理出调查报告。同时，巴基斯坦国际航空工会指控该公司应为事故负责，这些指控包括班机上机组人员过少、提拔资历不足的官员、飞机检修不合标准等。
调查报告说明，事故发生后在跑道右侧发现了飞机涡轮叶片的金属碎片。地面上的轨迹表明飞机离开跑道约4,000英尺（1,200）后向右倾转，这条轨迹大约与跑道的边缘平行。进一步调查的结果是右侧发动机未经良好维护，机油是肮脏的废油。
这份调查报告给出了11条关于维护程序、维护质量的确保以及常态化监督的安全建议。在机组人员方面，执飞人员不能正确应对故障，尤其是未能及时收回起落架，最终导致事故发生。航空公司对飞行员的训练不够是导致事故的主要原因。